# Britten-Norman Defender
Britten-Norman Defender je višenamjenski transportni zrakoplov kojeg je proizvodila britanska tvrtka Britten-Norman. Zrakoplov je vojna inačica civilnog modela Britten-Norman Islander te je dizajniran za različite zadatke kao što je višenamjenski transport, evakuacija ljudstva, laki borbeni zadaci, kontrola zračnog prostora i izviđanje.
Zrakoplov se koristi za potrebe vojske, policije, obalne straže i drugih agencija.

## Razvoj
Prvi let Britten-Norman Defendera bio je u svibnju 1970. Defender je temeljen na modelu Islander te ima veću strukturu te četiri utora za montiranje 1.134 kg tereta koji može obuhvaćati spremnike za gorivo, bombe, rakete, strojnice kalibra 7,62 mm, senzore i drugu opremu.

## Inačice
- BN-2B AEW Defender
- BN-2B AEW/MR Defender
- BN-2B ASW/ASV Maritime Defender
- BN-2B Security Defender
- BN2T-4S - Defender 4000 Surveillance Aircraft - namijenjena mu je uloga kontrole zračnog prostora. Ima novu strukturu nosa u koji se može montirati radar[1] a kao motore koristi Rolls-Royce 250.[2] Prototip Defendera 4000 je prvi puta poletio 1994. godine.[3]
- MSSA - višenamjenski zrakoplov.

Inačice Defender su namijenjene višenamjenskom transportu, Maritime Defender pomorskoj ophodnji i izviđanju a Defender 4000 kontroli zračnog prostora, urbanog prostora te nadzoru pomorskog teritorija.

## Korisnici

### Vojni korisnici
- Ujedinjeno Kraljevstvo: vojni zračni korpus.
- Bocvana: bocvanske zračne snage.[4]
- Cipar: ciparske zračne snage koriste jedan BN-2B Maritime Defender koji je dostavljen 1984. te je opremljen radarom, sustavom za ciljanje i topom kalibra 12,4 mm.
- Irska: irski zračni korpus je 1997. kupio jedan Defender 4000 koji služi u operacijama zračne podrške.[5]
- Maroko: Kraljevska marokanska žandarmerija.
- Mauretanija: mauritanijsko ratno zrakoplovstvo.[4]
- Oman: omansko ratno zrakoplovstvo.[6]

### Državne službe
- Ujedinjeno Kraljevstvo: manchesterska policija.
- Malavi: policijske snage.[4]